# Weißach (Murr)
Die Weißach ist ein mit ihrem Hauptstrang-Oberlauf gut 12 km langer linker Nebenfluss der Murr im baden-württembergischen Rems-Murr-Kreis. Sie entsteht aus mehreren Bächen im Ostteil der Backnanger Bucht und mündet etwa am diesseitigen Beginn der zentralen Stadtbebauung von Backnang auf zuletzt nordwestlichem Lauf.

## Name
Der Name „Weißach“ ist germanischen Ursprungs und kennzeichnet das Gewässer als einen Bach mit weißem, d. h. schäumendem Wasser. Erstmals erwähnt wird der Bach 1027 in einer Urkunde Kaiser Konrads II. als „Wizzaha“.
Neben der Schreibweise „Weißach“, die auf amtlichen topographischen Karten verwendet wird, ist auch die Schreibweise „Weissach“ in Gebrauch. Letztere Form erscheint in den Namen der am Bach liegenden Orte Unterweissach und Oberweissach, die mit anderen Orten in der Gemeinde Weissach im Tal zusammengeschlossen sind. Der Namenszusatz „im Tal“ bezieht sich auf die Bezeichnung „Weissacher Tal“, die für das gesamte Einzugsgebiet des Bachs mit allen Nebentälern gebräuchlich ist, zu dem außerdem noch die Gemeinden Allmersbach im Tal und Auenwald gehören.

## Geographie

### Verlauf
Die Weißach fließt aus zahlreichen kleinen Bächen zusammen, die östlich der Backnanger Bucht über dem und am Keuper-Stufenrand des Murrhardter Waldes entstehen. Als Weißach bezeichnet wird der Bachlauf ab dem Ortseingang von Oberweissach, wo er schon länger in die Backnanger Bucht eingeflossen ist. Dorf vereint sich der mit 5,8 km längere rechte Oberlauf Glaitenbach mit dem selbst recht kurzen linken Oberlauf Brucher Bach; der letzte hat das deutlich größere Teileinzugsgebiet, aber bleibt selbst auf seinem gesamten Hauptstrang Klingenbach → Bubwiesenbach → Brucher Bach deutlich kürzer als der Glaitenbach, auf dem Oberlaufstrang Däfernbach → Brucher Bach etwas kürzer.
Zwischen den Weissacher Ortsteilen Oberweissach und Aichholzhof durchquert der Bach das Naturschutzgebiet am Seegut (siehe unten). Beim Aichholzhof und Viehhaus nimmt er das Wasser des von Süden kommenden Gruppenbachs auf, der seinerseits auch ein Büschel von anders benannten Oberläufen hat, und ändert dann dauerhaft seine Fließrichtung von westlich auf nordwestlich. Nachdem er Unterweissach durchflossen hat, verläuft der Bach längere Zeit über die freie Feldflur, wobei er die härteren Muschelkalk-Böden erreicht und in einen für diese Schicht charakteristischen windungsreichen Lauf übergeht. Dabei passiert die Weißach den am rechten Hang liegenden Backnanger Ortsteil Sachsenweiler. Am östlichen Ortsrand von Backnang, bei der ehemaligen Spinnerei Adolff (heute ein Gewerbepark), mündet sie 6,3 km flussabwärts vom Zusammenfluss ihrer Oberläufe bei Oberweissach von links in die mittlere Murr.

### Einzugsgebiet
Das Einzugsgebiet der Weißach liegt in der Osthälfte der Backnanger Bucht. Es bildet eine markante, halbkreisförmig von den Bergen des Schwäbisch-Fränkischen Waldes umstandene Talschüssel, die durch die vielen kleinen, eingeschnittenen Bachläufe stark zergliedert ist. Im Norden ist es der Murrhardter Wald, im Osten der Welzheimer Wald, und im Süden sind es die Berglen, an deren Steilhängen die Zuflüsse der Weißach entspringen. Das Einzugsgebiet ist gut 52 km² groß und reicht (im Uhrzeigersinn) vom Brüdenbach im Norden bis zum Horbach im Südwesten. Der Brüdenbach, der in Unterweissach einmündet, ist mit gut 7,3 km zugleich der längste Zufluss. Benachbarte Einzugsgebiete der Weißach sind mehrere andere Zuflüsse der Murr sowie die Wieslauf im Südosten.

### Zuflüsse
Von der Quelle zur Mündung. Auswahl, teils auch mit höheren Zuflüssen.
Ursprung der Weißach am Ostrand von Oberweissach aus dem Zusammenfluss des Glaitenbachs mit dem Däfernbach, der kurz zuvor noch den Bucher Bach aufgenommen hat.
- Glaitenbach, rechter Oberlauf der Weißach, 6,2 km und 5,6 km². Entsteht in einer Klinge südlich von Sechselberg.
- Brucher Bach, linker Oberlauf der Weißach, 1,1 km ab dem Zusammenfluss seiner Oberläufe, mit längerem rechten Zufluss Däfernbach zusammen 5,3 km sowie 8,9 km².
  - Bubwiesenbach, rechter Oberlauf des Brucher Bachs, 3,1 km mit seinem längeren Oberlauf und ca. 2,1 km². Entsteht aus dem Zusammenfluss zweier Klingenbäche westsüdwestlich von Lutzenberg.
  - Langwiesenbach, linker Oberlauf des Brucher Bachs, 1,5 km
  - Däfernbach, von rechts, 5,1 km und ca. 4,9 km². Entsteht in einer Klinge bei Schöllhütte.
- Wattenbach, von links im Naturschutzgebiet Seegut-Semmlersberg, 3,8 km mit Oberlauf Seelöchlesbach sowie 2,4 km².
- Gruppenbach, von links gegenüber dem Aichholzhof, 1,4 km und zusammen mit jedem seiner beiden Oberläufe 4,7 km sowie 11,6 km². Die Weißach knickt an diesem Zufluss nach Nordwesten ab.
  - Horbach, linker Oberlauf des Gruppenbachs, 3,3 km und 2,5 km². Entsteht bei Horbach.
  - Allmersbach, rechter Oberlauf des Gruppenbachs, 3,3 km und 4,3 km². Entsteht unterm Stöckenhof von Öschelbronn.
- Horbetsbach, von links in Unterweissach zwischen Welzheimer und Stuttgarter Straße, 2,2 km und ca. 1,7 km². Der Horbetsbach entspringt südwestlich des Ungeheuerhofs.
- Brüdenbach, von rechts in Unterweissach nahe am Rathaus, 7,3 km mit seinem Oberlauf Alter Haubach und 13,9 km². Der Alte Haubach entsteht südlich von Siebenknie.
  - Heslachbach, von links in Oberbrüden, 2,8 km und ca. 3,0 km². Entsteht nahe am Trailhöfle.
  - Holzbach, von links in Unterbrüden, 3,4 km und ca. 2,1 km². Entsteht nahe Rottmannsberg.
- Hametsbächle, von rechts kurz vor der Benzenmühle von Unterweissach, 0,8 km und ca. 0,4 km²
- Dresselbach, von rechts am Ortsanfang von Sachsenweiler, 1,7 km und ca. 1,6 km².
- Mädlesbach, von links einen Steinwurf nach dem vorigen, 1,1 km, zusammen mit einem unbeständigen Oberlauf Etzlensbach[4], unterhalb dessen dann der Lauf zunächst verdolt ist, sogar ca. 1,5 km sowie ca. 1,6 km². Der Etzlensbach entsteht zwischen den Sportplätzen am Ostrand von Backnang und dem Ungeheuerhof.
- (Bach vom Nordrand Sachsenweilers), von rechts durch Sachsenweiler nach der Kläranlage, 0,9 km und ca. 0,6 km².

Mündung der Weißach im östlichen Backnang durch eine Industriezone um die Eugen-Adolf-Straße. Der Bach ist hier ab dem Quellbach-Zusammenfluss 6,3 km, ab der mündungsfernsten Quelle des Glaitenbachs 12,3 km lang und hat ein Einflussgebiet von 52,5 km.

## Naturschutz
Der östliche und der nördliche Rand des Weissacher Tals gehören zum Naturpark Schwäbisch-Fränkischer Wald, und die Hänge am südlichen und östlichen Rand sind als Landschaftsschutzgebiet Südliches Weissacher Tal und Berglen großflächig unter Schutz gestellt.
Zwischen Oberweissach und Aichholzhof wurde 1999 das zuvor dort bestehende Landschaftsschutzgebiet aufgewertet und zum Naturschutzgebiet erklärt. Dieses NSG Seegut-Semmlersberg umfasst eine Fläche von 18,3 ha zu beiden Seiten der Weißach. Bei diesem Gebiet handelt es sich laut Naturschutz-Verordnung um „eines der letzten größeren Feuchtgebiete im Rems-Murr-Kreis mit Auwald- und Schilfflächen“ von hoher ökologischer Bedeutung. Ebenfalls erwähnenswert sind mehrere Prallhänge im Muschelkalk-Abschnitt bei Sachsenweiler, die als flächenhafte Naturdenkmale gelten.
Im Gewässerbericht 2004 wurde das Wasser der Weißach und einiger Zuflüsse untersucht. Während dem Däfernbach beim Ort Däfern die Güteklasse I–II („gering belastet“) bescheinigt werden konnte und es beim Gruppenbach (in Cottenweiler) und Brüdenbach (in Unterweissach) noch für Klasse II („mäßig belastet“) reichte, musste der Weißach selbst in Unterweissach das Prädikat „kritisch belastet“ (Klasse II–III) gegeben werden, womit sie zu den am stärksten verunreinigten Gewässern im Einzugsgebiet der Murr zählt.

## Mühlen an der Weißach
Schon früh wurde die Wasserkraft zum Betrieb von Getreide- und Sägemühlen genutzt.
- Oberweissacher Mühle: Zwischen 1230 und 1245 von Markgraf Hermann V. von Baden und Verona errichtet; 1580 noch erneuert, jedoch 1593 abgebrochen.
- Seemühle (auch Obere Mühle): Vor 1593 von Heinrich Jauß als Ersatz für die Oberweissacher Mühle errichtet; noch in Betrieb
- Unterweissacher Sägemühle: Am Zufluss des Horbetsbachs; Mitte des 19. Jahrhunderts von Max Eyth auf Dampfbetrieb umgebaut.
- Benzenmühle (auch Untere Mühle): Erstmals erwähnt 1593; 1893 durch Brandstiftung zerstört; Wiederaufbau 1895 durch Friedrich Meyer; Betrieb um 1950 aufgegeben.
- Spinnerei (spätere Textilfabrik J. F. Adolff AG): 1718 erbaut von Michael Schwarz; 1830 erneuert; 1832 Einrichtung einer Wollspinnerei; ab 1838 im alleinigen Eigentum des Fabrikanten Johann Friedrich Adolff. Wasserkraftnutzung noch bis ca. 1908.

## Heutige Nutzung

### Verkehr
Das Weissacher Tal, eine Ausbuchtung des Neckarbeckens, liegt im Verkehrsschatten der größeren Verbindungswege, die am Rande des Tals über Backnang laufen. Lediglich einige Kreisstraßen verlaufen durch das Gebiet, im Tal der Weißach selbst zwischen Unterweissach bis hinauf nach Däfern (Gemeinde Auenwald).

### Ausbauzustand
Die Weißach ist auf ganzer Länge als Gewässer zweiter Ordnung eingestuft. Nach dem Wassergesetz für Baden-Württemberg bedeutet dies, dass das Flussbett öffentliches Eigentum der betreffenden Gemeinden ist und dass diese für die Unterhaltung des Gewässers zuständig sind.
Einzelne Abschnitte der Zuflüsse sind innerhalb der von ihnen durchflossenen Orte verdolt, so z. B. der Glaitenbach in Lippoldsweiler und der Allmersbach im gleichnamigen Ort. Auch die Weißach selbst wird kurz vor ihrer Mündung unterirdisch durch das alte Spinnereigelände geleitet.
Zur Bewältigung des Hochwasserschutzes haben die drei Gemeinden des Weissacher Tals im Jahr 2000 einen gemeinsamen Zweckverband gegründet. Neben dem Entwurf einer Gesamtkonzeption für den Hochwasserschutz ist es Aufgabe des Verbands, eine Reihe von Rückhaltebecken zu bauen und zu betreiben, von denen die meisten noch vor der Errichtung stehen.

## Bilder von der Weißach

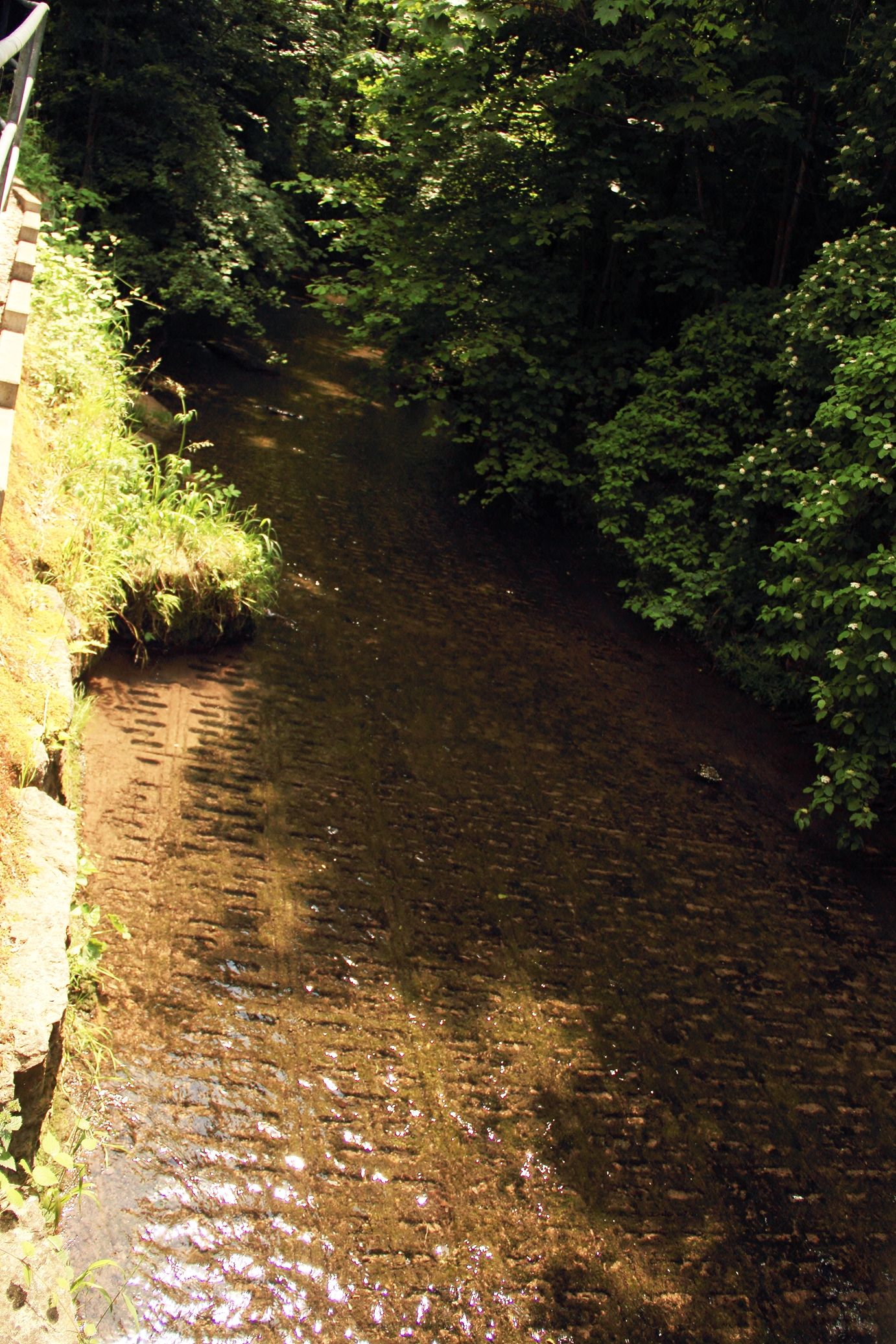
Kurz nach dem Zufluss des Gruppenbachs
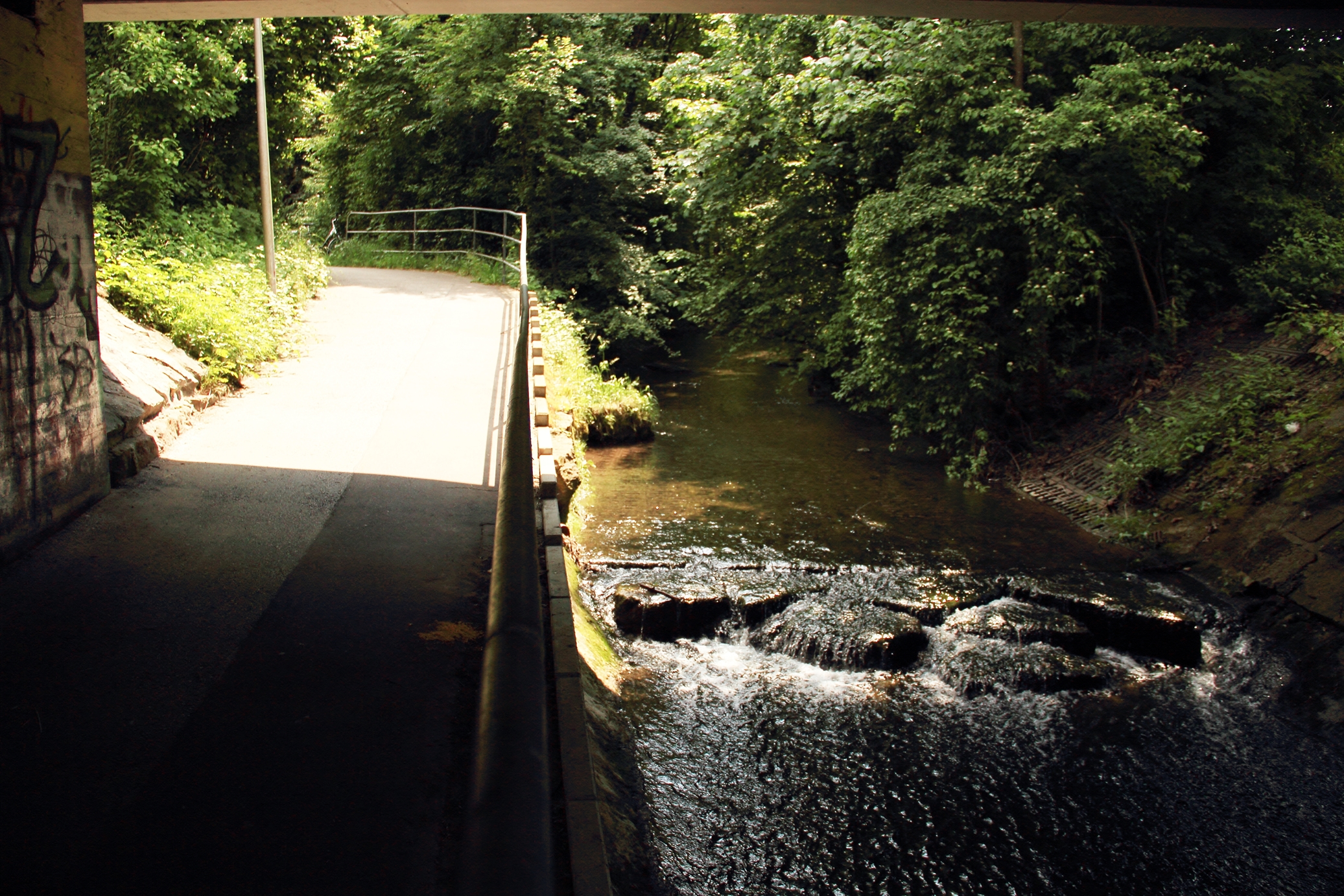
Unter der Straßenbrücke Aichholzhof–Seemühle
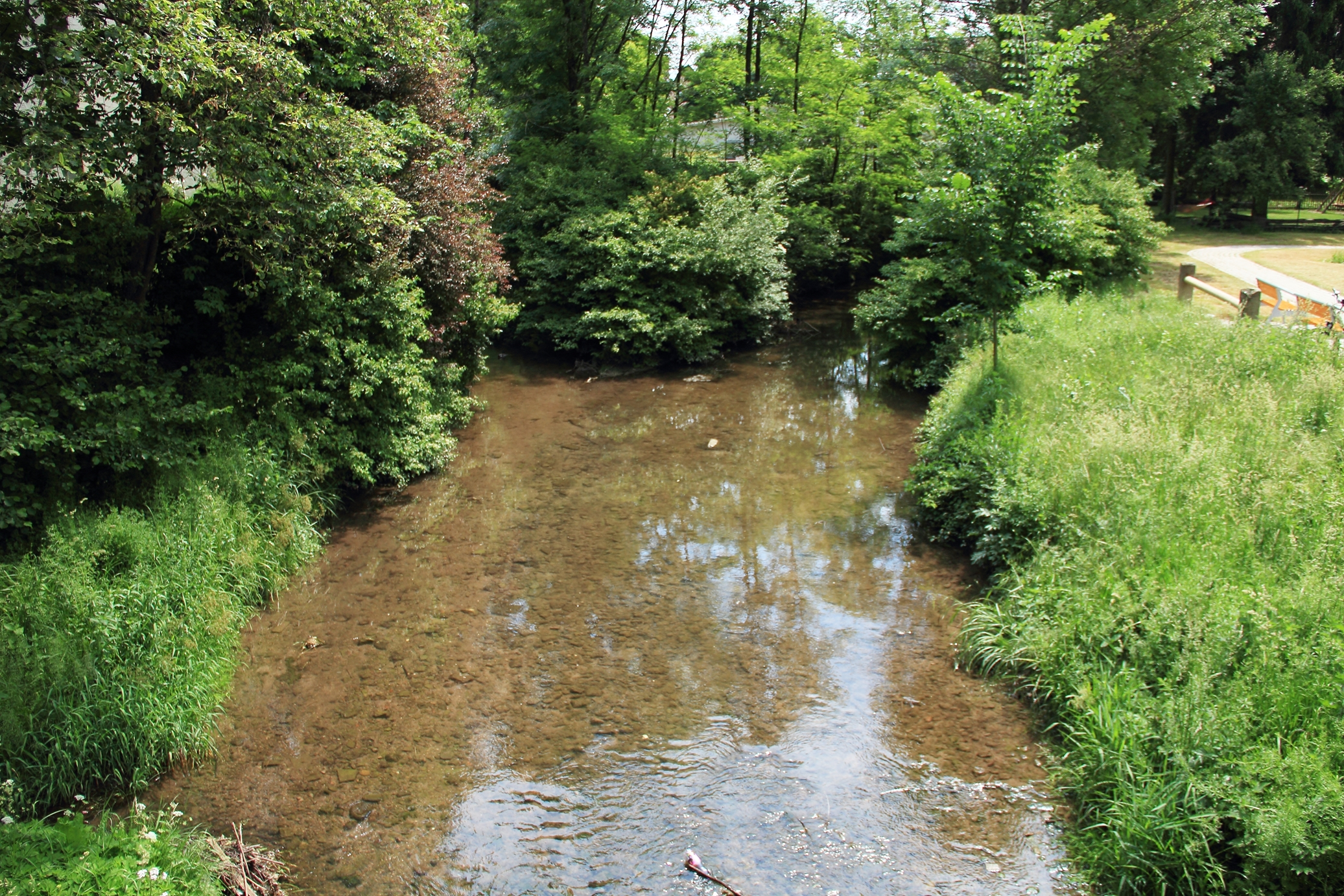
Mündung des Brüdenbachs (von links) in die Weißach (von hinten) in Unterweissach
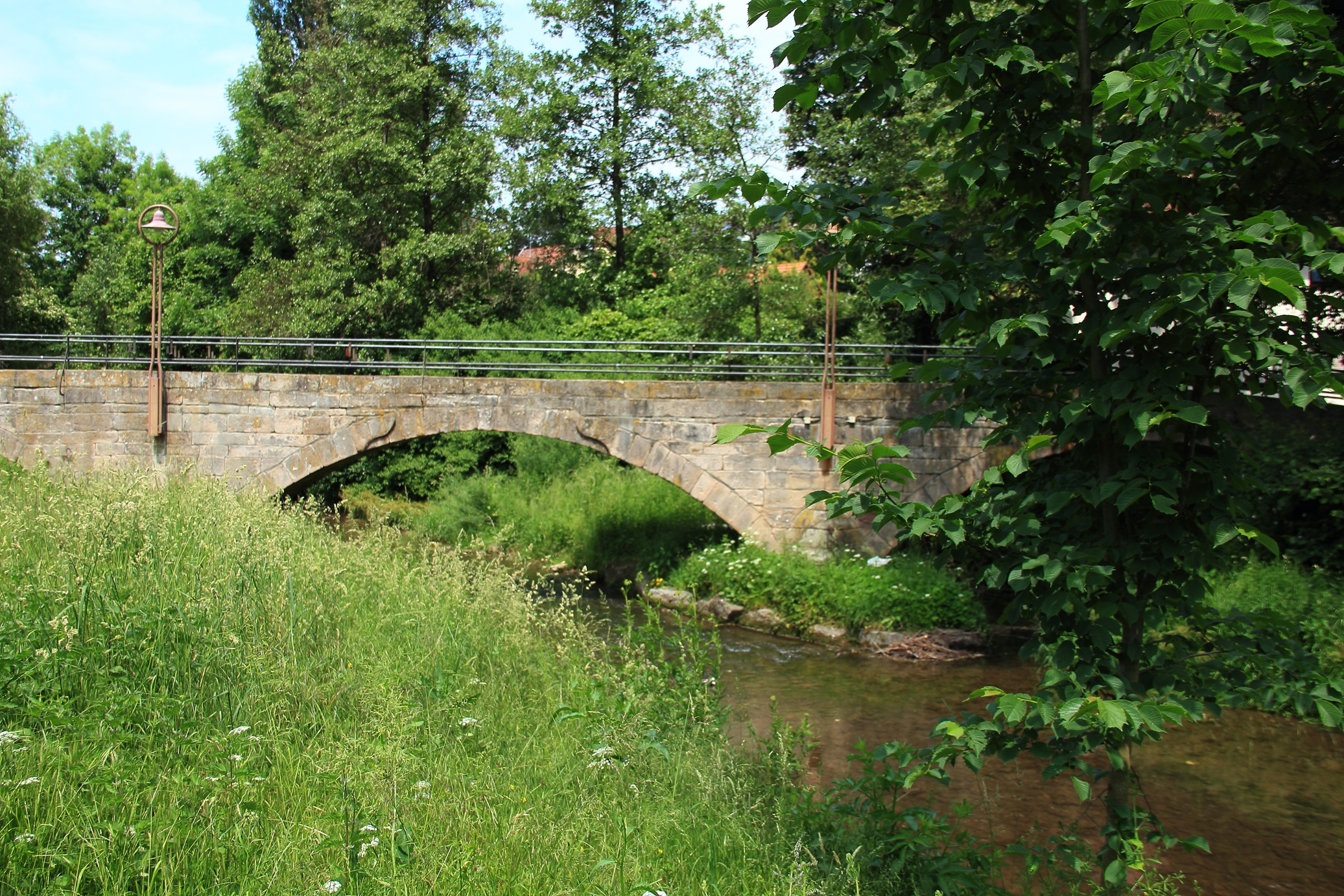
Die Lange Brücke in Unterweissach
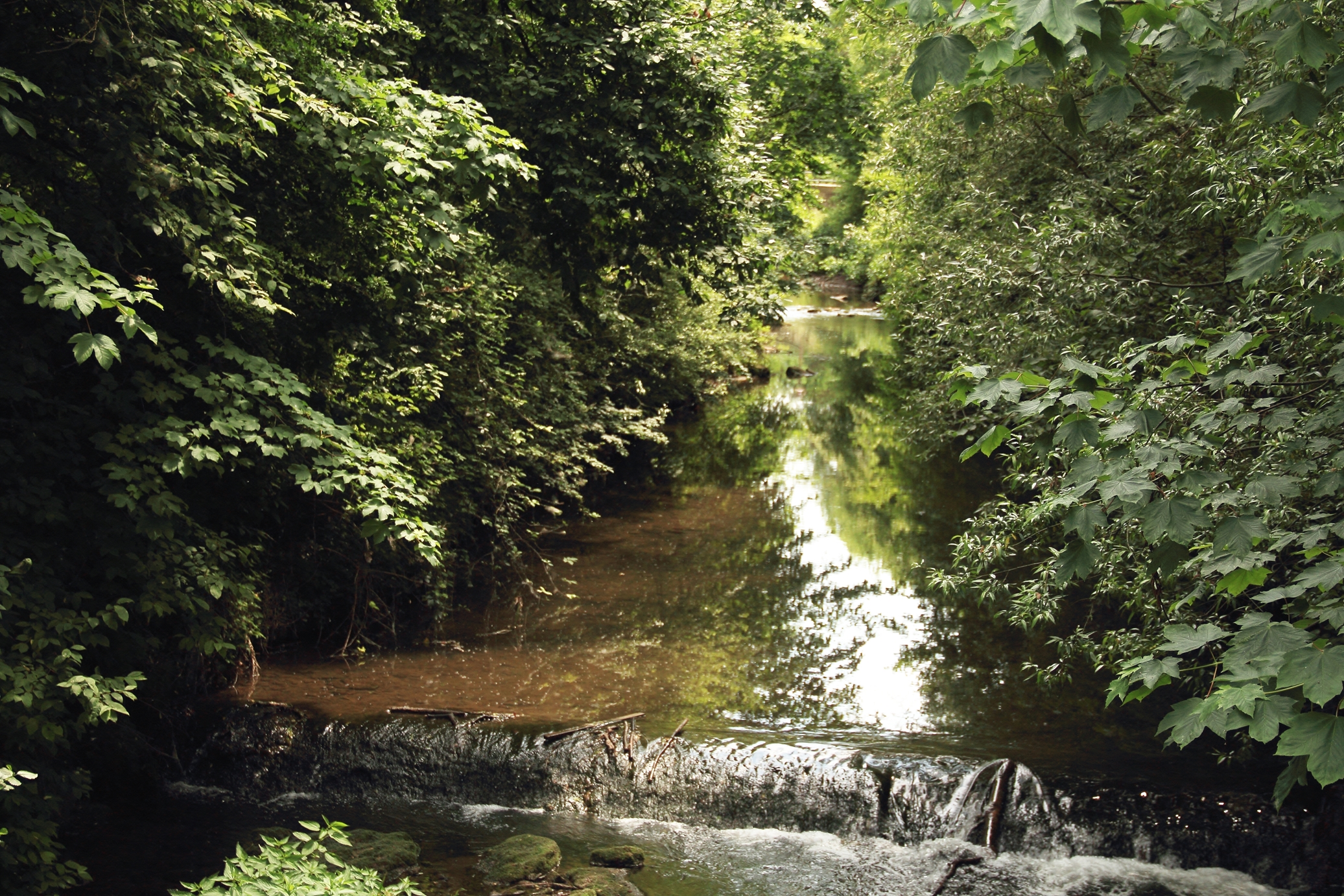
Blick von der Neuen Brücke in Unterweissach in Richtung Lange Brücke
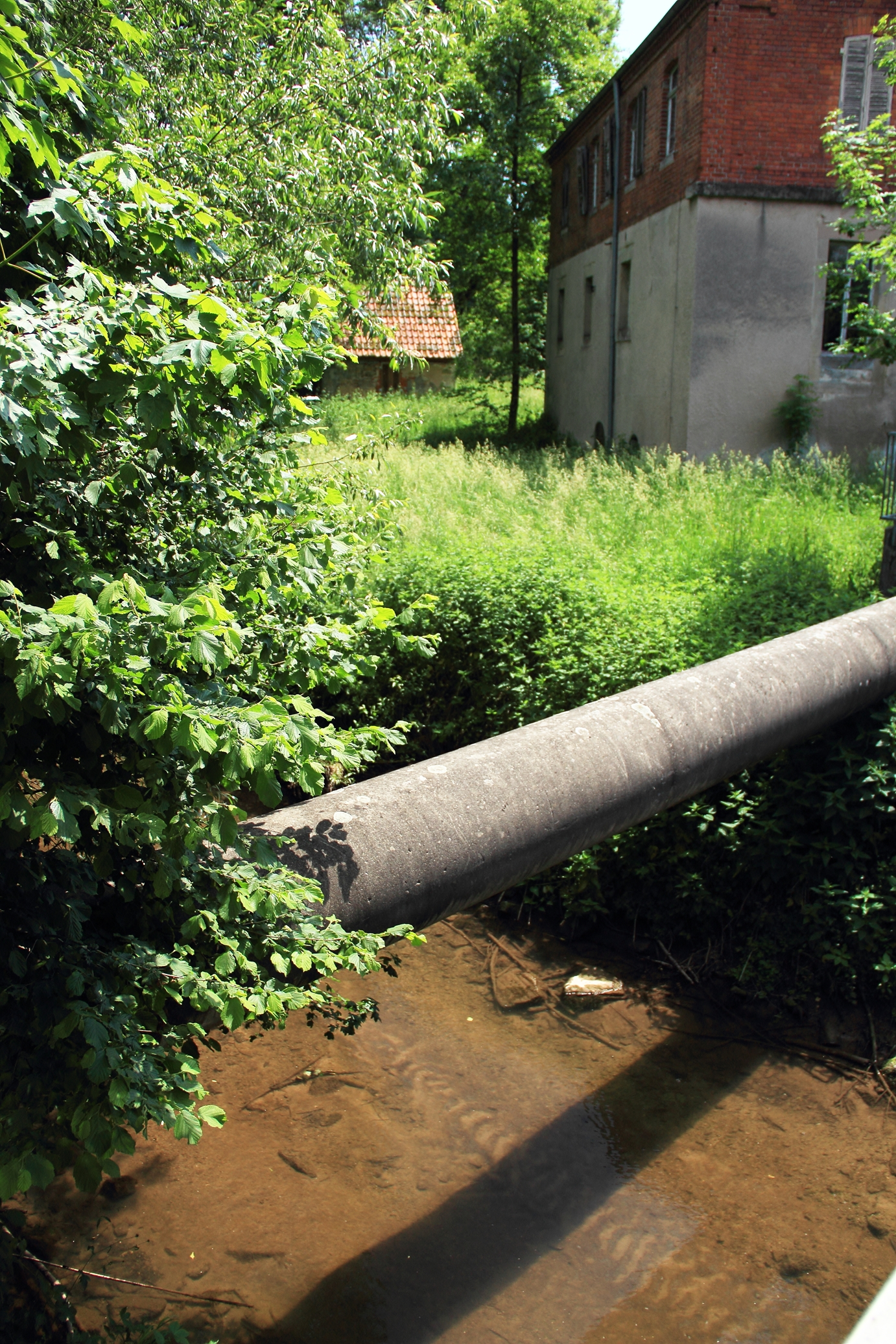
Nach Unterweissach an der Unteren Mühle
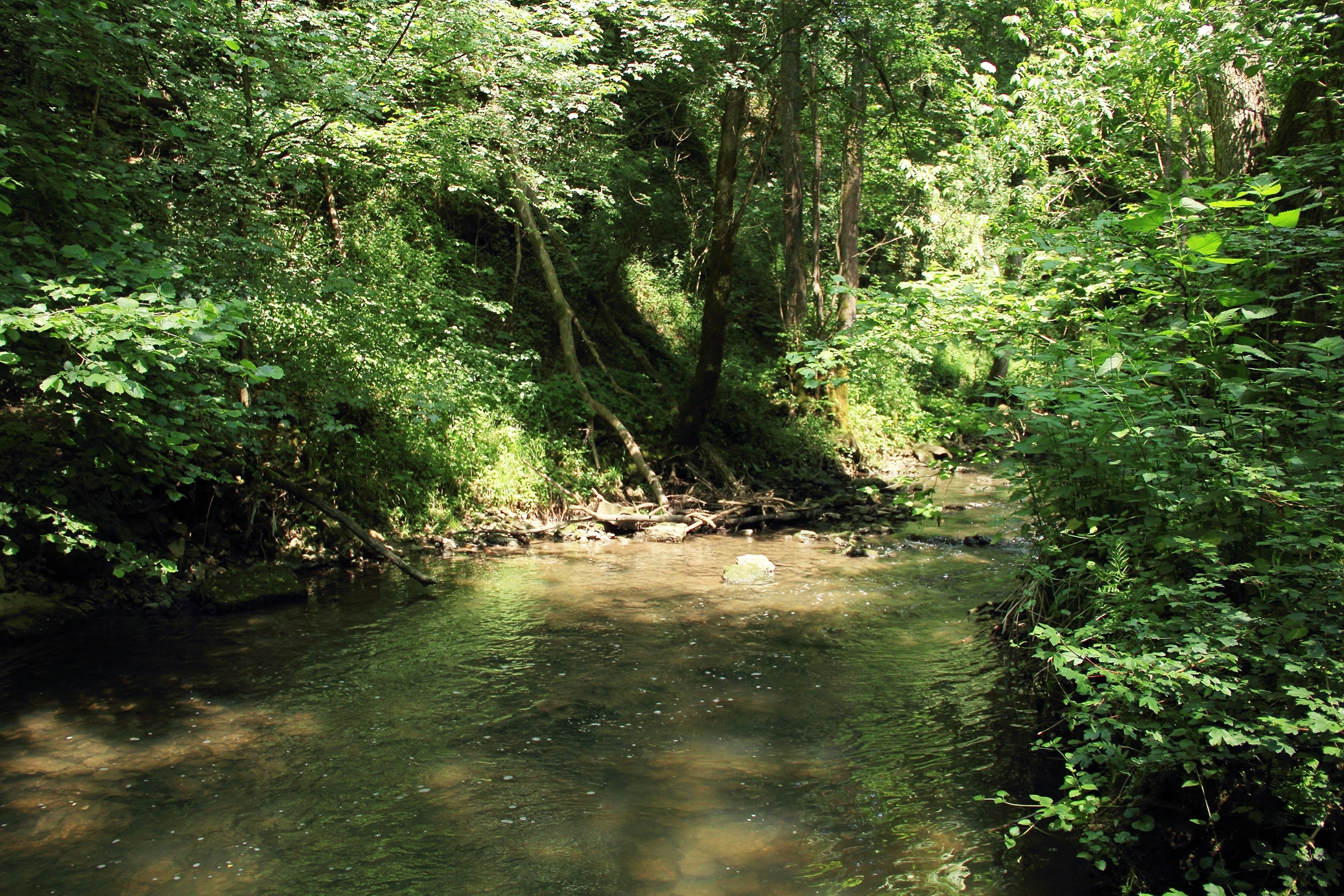
Am Prallhang zu Füßen von Sachsenweiler
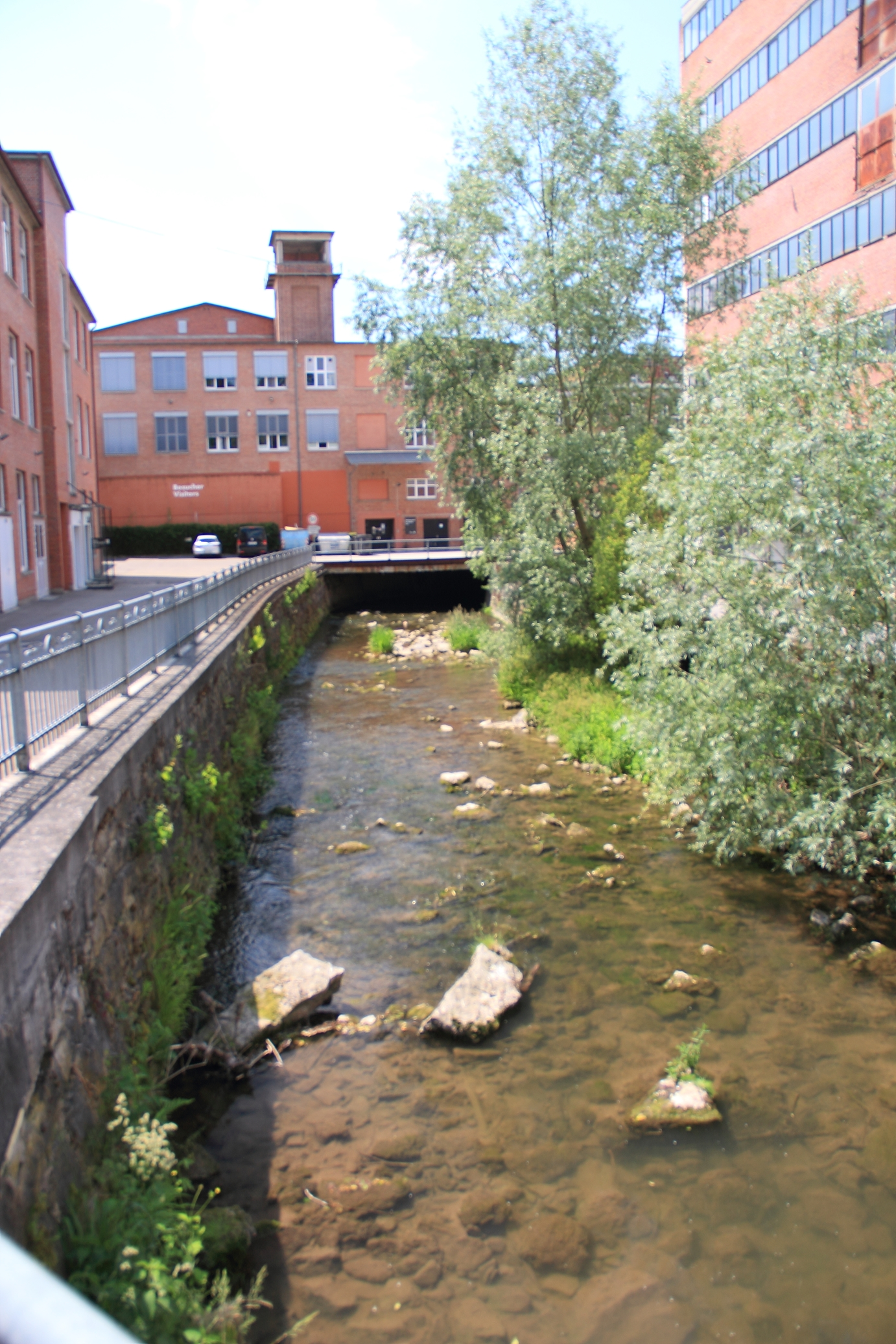
Eintritt aufs Gelände der ehemaligen Spinnerei Adolff
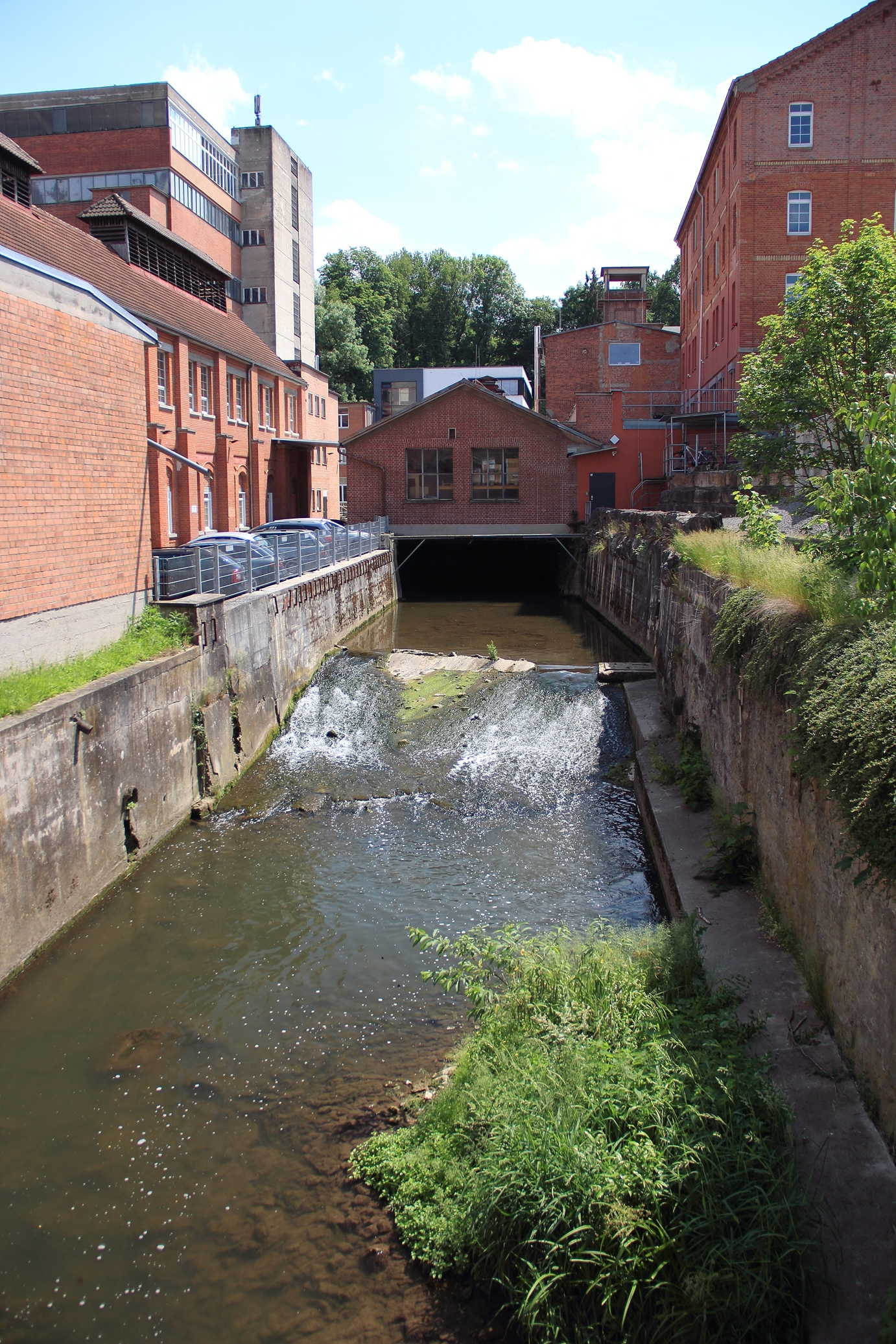
Blick von der Brücke im Spinnereigelände kurz vor der Mündung
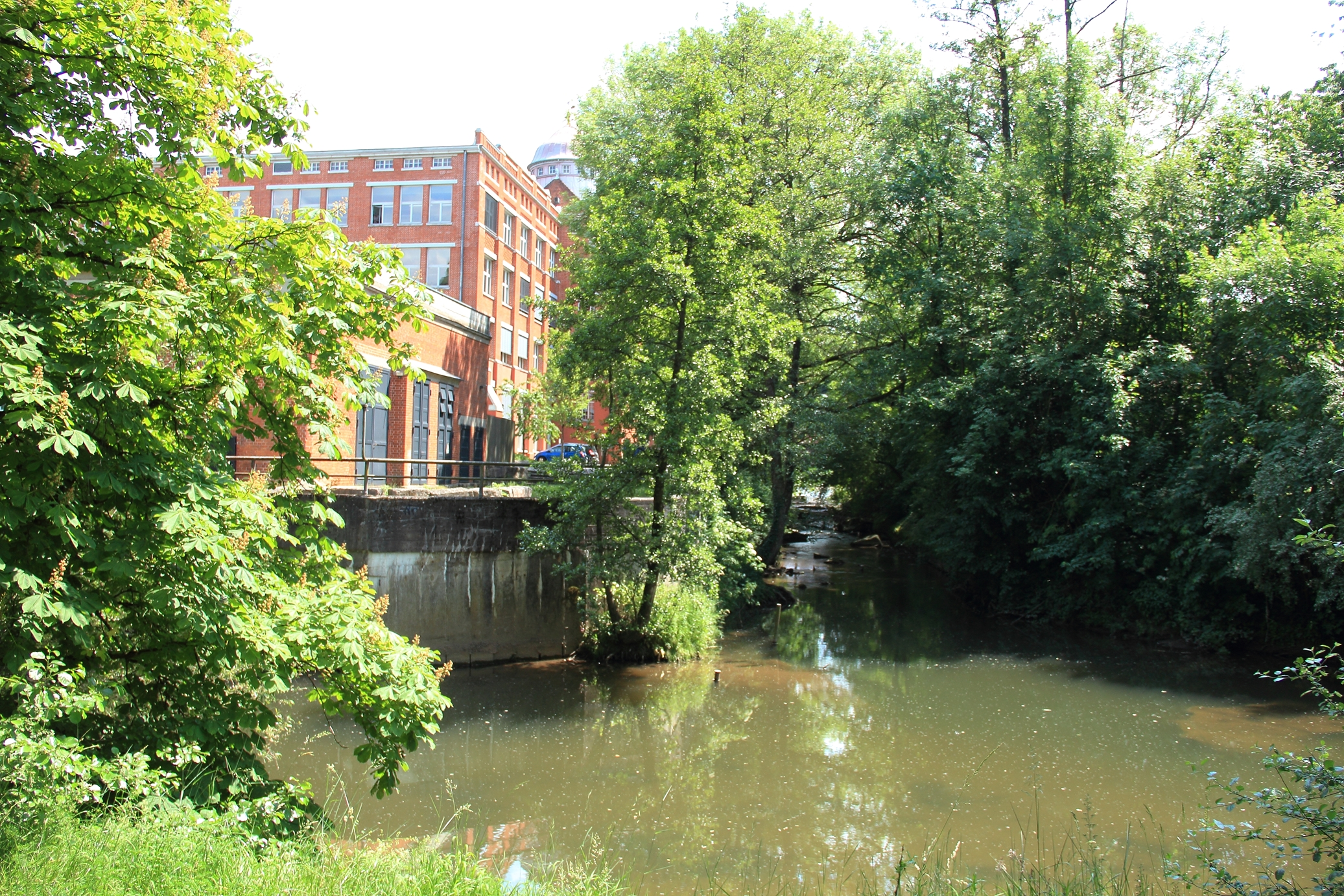
Blick weißachaufwärts über die Mündung in die Murr